# 39 계단
《39 계단》(The Thirty-Nine Steps)은 영국의 작가이자 정치가인 존 버컨이 쓴 스릴러 모험 소설이다. 버컨이 쓴 〈리처드 헤니 시리즈〉의 첫번째 작품이며, 1915년 8월과 9월에 월간지 《블랙우즈 매거진》에 연재된 후, 같은 해 10월 윌리엄 블랙우드 앤 선스 출판사에서 단행본으로 출간되었다. 스파이 스릴러라는 장르를 확립했다는 평가를 받았으며 여러 차례 영화화되었는데, 알프레드 히치콕이 감독한 동명의 1935년작이 가장 유명하다. 2003년 BBC가 발표한 '영국에서 가장 사랑받는 소설 200' 중 138위에 선정되었다.